# Wolfgang Laab
Wolfgang Laab (* 18. Mai 1967 in Wien) ist ein österreichischer Musiker, Komponist, Songwriter und Produzent.

## Leben
Wolfgang Laab begann in seiner Jugend, Gitarre zu spielen. Sein erstes musikalisches Projekt „Broadway“ realisierte er 1989. Danach tourte er quer durch Westeuropa, u. a. mit der Band E-Stree und Platters on Stage. 1996 begann er am Musicians Institute bei Tom Bogert, Tom Kolb, Robin Randall, Mark Isham, Joe Diorio, Ron Eschete u. a. zu studieren. Die von ihm gegründete Band „The real Stardust Babies“, die vorwiegend Songs covert, ist bis heute bei Konzerten zu hören. Als Produzent, Toningenieur, Studiogitarrist und Texter war er unter anderem bei Peter Wolf, Alexander Kahr, Freddy Gigele und weiteren österreichischen Musikern wie Leo Bei tätig. Größere Bekanntheit erlangte er auch durch die enge Zusammenarbeit mit Alf Poier für mehrere seiner Produktionen, u. a. mit der Band „Die obersteirische Wolfshilfe“ mit dem Album „This isn’t it“ und die Single „Happy Song“ für die Vorausscheidung zum Eurovision Song Contest 2011.

## Tätigkeiten
- Seitenblicke
- The real Stardust Babies
- Alf Poier
- Christina Stürmer
- Leo Bei
- Kommissar Rex, Milchou, Sergio Mendes
- Manuel Ortega
- Harald Krassnitzer
- TOTO